# Stara Synagoga w Hrubieszowie
Stara Synagoga w Hrubieszowie – pierwsza, nieistniejąca obecnie, drewniana synagoga znajdująca się w Hrubieszowie, przy dawnej ulicy Bożniczej.
Synagoga została zbudowana w drugiej połowie XVI wieku. W 1648 roku podczas najazdu Kozaków na miasto synagoga doszczętnie spłonęła, pozostały po niej jedynie zgliszcza. Na jej miejscu w 1874 roku wzniesiono nową synagogę.
Drewniany budynek synagogi wzniesiono na planie prostokąta, o wieńcowej konstrukcji ścian, pokryta wysokim, gontowym dachem łamanym. Szczyty dachowe ozdobnie zaciosane, odrzwia i okiennice profilowane z ozdobną koronką.
W jej wnętrzach znajdował się mały przedsionek i obszerna główna sala modlitewna, w której na ścianie wschodniej znajdowała się niezwykle bogato zdobiona aron ha-kodesz. Na środku stała dwuwejściowa bima, otoczona zdobioną balustradą. Na ścianach znajdowały się liczne polichromie przedstawiające motywy zwierzęce, roślinne, sceny biblijne, dzbany, gwiazdy i inne.